# Ctenodecticus pupulus
Ctenodecticus pupulus är en insektsart som beskrevs av Bolívar, I. 1877. Ctenodecticus pupulus ingår i släktet Ctenodecticus och familjen vårtbitare. Inga underarter finns listade i Catalogue of Life.